# HK P2000
Le P2000 est un pistolet produit par Heckler & Koch basé sur l'USP (Universelle Selbstladepistole : pistolet à chargement automatique). Il est conçu pour être ambidextre. Cette arme est construite à base de polymères ce qui la rend très légère. Le P2000 est disponible en calibre 9 mm Luger ou en calibre .40 Smith & Wesson. Le P2000SK est également disponible en calibre 357 Sig.

## Variantes

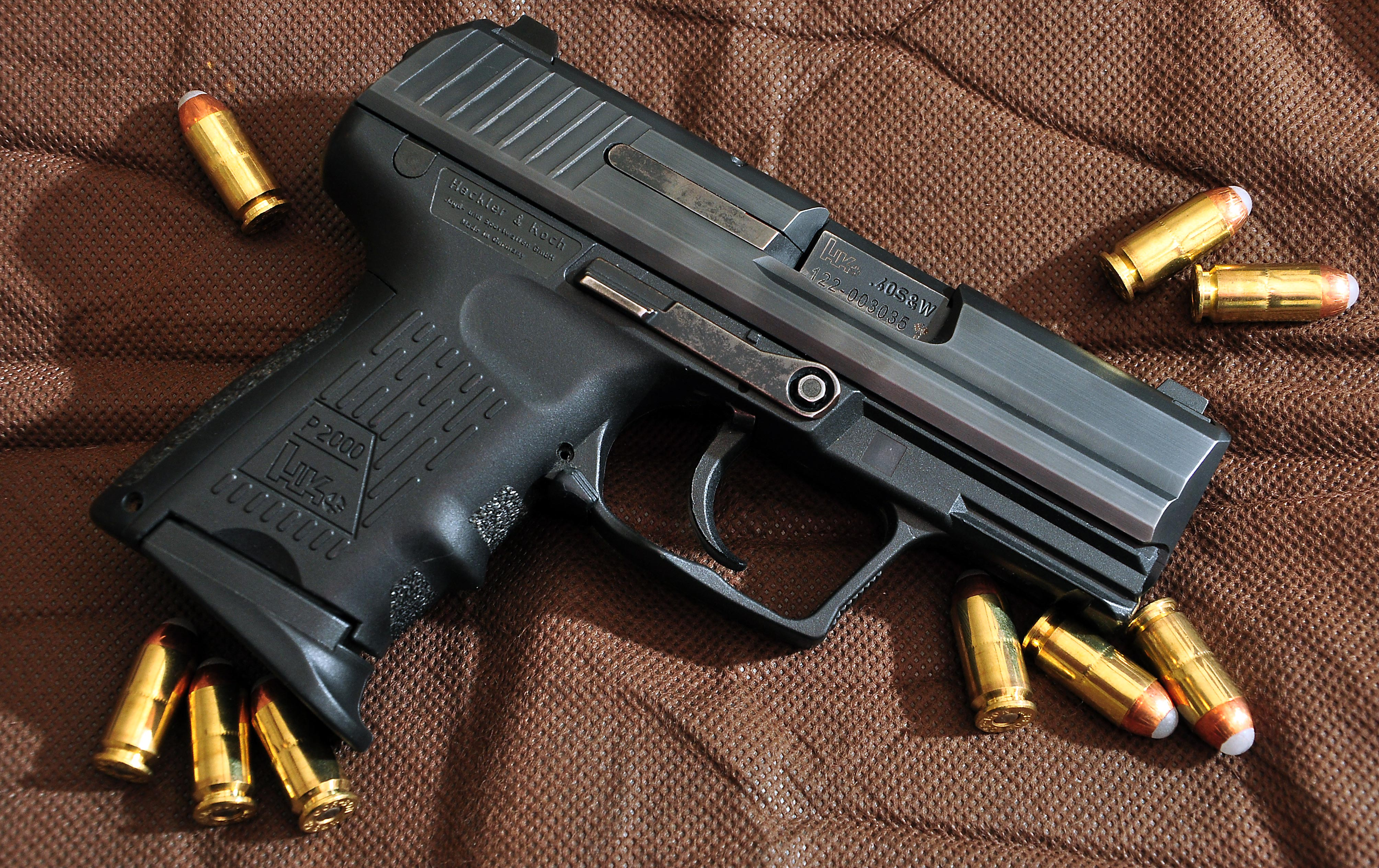
Le P2000SK

Comme son modèle, cette arme de poing offre plusieurs configurations mécaniques et de taille donnant naissances aux :
- P2000 V1 et P2000 V2 (double action / simple action, levier de désarmement et de sécurité) : Les variantes 1 (levier à gauche) et 2 (levier à droite) permettent à l'utilisateur de transporter le pistolet en mode simple action (armé et verrouillé) avec la sécurité manuelle engagée. Ce même pistolet, sans modification, peut être transporté en mode double action (chien rabattu), avec ou sans sécurité manuelle engagée, et avec l'avantage du levier de désarmement.
- P2000 V3 et P2000 V4 (double action / simple action, levier de désarmement, mais pas de sécurité) : Les variantes 3 (levier à gauche) et 4 (levier à droite) sont équipées du levier de désarmement qui ne possède pas la position sécurité. Cette combinaison permet seulement de libérer le marteau, le faisant passer de la position SA à la position DA, sans faire partir le coup. Ces variantes ne possèdent donc pas de sécurité permettant d’empêcher le tir lors d’une pression sur la queue de détente.
- P2000SK : Cette une version sub-compacte (SK) du P2000 disponible en calibre 9 mm Parabellum, .40 S&W et .357 SIG. Avec son canon de 8,3 cm, sa longueur totale atteint 16,3 cm pour une masse de 675-740 g selon le calibre. La capacité du chargeur diminue aussi : 10 coups en 9 mm et 9 pour les versions en .40 S&W et .357, SIG .

## Services officiels utilisant le P2000
- Allemagne :
  - Police fédérale (P2000 V1 & P2000 V5 calibre 9 mm)
- Canada
  - Parcs Canada
  - Service correctionnel du Canada
  - Service de transport de valeurs GARDA (9 mm)
  - Service de Police de l'agglomération de Longueuil
  - Service de Police de la Ville de Terrebonne
- Suisse
  - Corps des gardes-frontière
  - Police cantonale neuchâteloise
  - Police fédérale (Fedpol)

## Médias
Il est utilisé dans le jeu Counter-Strike: Global Offensive comme arme de départ des anti-terroristes.